# Quella casa nel bosco
Quella casa nel bosco (The Cabin in the Woods) è un film del 2012 diretto da Drew Goddard.
I protagonisti della pellicola sono Kristen Connolly, Chris Hemsworth, Anna Hutchison, Fran Kranz, Jesse Williams, Richard Jenkins e Bradley Whitford.
È il primo film diretto da Drew Goddard ed è stato scritto in collaborazione tra lo stesso Goddard e Joss Whedon che ne è anche il produttore.

## Trama
USA. Mentre in un laboratorio sotterraneo, i tecnici Gary Sitterson e Steve Hadley, dopo aver parlato del più e del meno, vengono informati dalla collega Wendy Lin che solo USA e Giappone "non hanno ancora fallito", il che, però, non li preoccupa più di tanto, all’università, gli studenti Dana Polk, Jules Louden, Curt Vaughan, Holden McCrea e Marty Mikalski partono in camper per trascorrere il weekend in una remota e fatiscente casa nel bosco appartenente al cugino di Curt. 
Dopo aver fatto la conoscenza del bizzarro benzinaio Mordecai, i cinque ragazzi arrivano alla casa dove vengono attirati dagli addetti del laboratorio in una cantina piena di strani oggetti (carillon, ciondoli antichi, delle pizze di vecchi film, abiti d’epoca, ecc…) e, mentre nel laboratorio si aprono le scommesse su quale scenario dell'orrore verrà scelto, in cantina, sebbene Marty insiste per tornare di sopra, Dana trova e legge un incantesimo dal diario di Patience Buckner, una ex ragazzina abusata dalla sua sadica e iper religiosa famiglia, e, così facendo, risveglia inconsapevolmente la famiglia di zombie torturatori (e aggiudicando la vincita al reparto manutenzione e a uno stagista). È così che, manipolati da Sitterson e Hadley che, rilasciando droghe nell’aria, causano in loro dei cambiamenti caratteriali (Jules si fa più spregiudicata, Curt più arrogante e Holden e Dana più timidi), i ragazzi sono vittime di un attacco zombie. Dopo che Jules viene decapitata e Marty, che ha scoperto degli apparecchi di sorveglianza nascosti in camera sua, viene trascinato via, Curt, Holden e Dana cercano di scappare col camper ma l'unica via di fuga viene fatta crollare così Curt tenta di superare il burrone con la sua moto schiantandosi però contro un campo di forza invisibile, inoltre, mentre cerca un’altra via di fuga, anche Holden viene ucciso. 
Mentre anche Dana, la cui morte è opzionale, l’importante è che sia l’unica a salvarsi, sta per essere uccisa, i tecnici del laboratorio, sollevati perché il fallimento del rito in Giappone aveva reso quello americano "l'ultima speranza dell'umanità", iniziano a festeggiare quando, inaspettatamente, ricevono una chiamata dai piani alti che li informa che Marty (reso immune alle droghe dal suo costante uso di marijuana) è ancora vivo, ha salvato Dana e l’ha condotta, attraverso l'ascensore da cui sono usciti gli zombie, nel laboratorio. Qui, i due, trovano miriadi di celle con mostri di ogni tipo (licantropi, spettri, macchine assassine, serpenti giganti, zombie, serial killer, clown assassini, pipistrelli giganti, cc) e, capito che hanno scelto loro stessi come morire, decidono di liberare tutti i mostri, scatenando il caos. 
È così che mentre i dipendenti della struttura cercano invano di salvarsi dai mostri che li sterminano (Hadley viene ucciso dal suo "adorato" tritone), Dana e Marty trovano riparo in un antico tempio, dove vengono raggiunti dal Direttore, che spiega loro che i rituali che si svolgono in tutto il mondo sono messi in atto allo scopo di placare gli Antichi, delle crudeli divinità che un tempo governavano la Terra. Per la precisione, il rituale americano consiste nel sacrificio di cinque ragazzi che rappresentano gli archetipi dei film slasher made in USA: la sgualdrina (Jules), l'atleta (Curt), lo studioso (Holden), il buffone (Marty) e la vergine (Dana). L'ordine delle morti è arbitrario, purché la sgualdrina muoia per prima e la vergine resti per ultima, e non è indispensabile che i prescelti abbiano davvero le caratteristiche che devono rispecchiare (es.: è Holden l’asso del football e Curt il più studioso mentre Dana non è affatto vergine e pura). Siccome tutti gli altri rituali sono falliti, il Direttore sprona Dana a uccidere Marty e impedire la distruzione del mondo ma, dato che Dana viene aggredita da un licantropo, è il Direttore stesso a cercare di uccidere Marty per venire però uccisa dallo zombie di Patience e cadere nella voragine che conduce agli Antichi. 
Rimasti soli, Dana e Marty convengono che l'umanità non merita di essere salvata, e attendono di essere divorati dagli Antichi fumandosi una canna. Il tempio collassa e una gigantesca mano fuoriesce da sotto terra, sancendo il ritorno degli Antichi e la fine del mondo.

## Produzione
Le riprese del film si sono svolte tra marzo e maggio del 2009 a Vancouver in Canada.

## Accoglienza

### Incassi
Quella casa nel bosco ha incassato complessivamente 66,5 milioni di dollari al botteghino, di cui $42,1 milioni in Nord America e $24,4 milioni nel resto del mondo, a fronte di un budget di $30 milioni.

### Critica
L'accoglienza critica di tutto il mondo è stata una delle più entusiaste per una pellicola horror degli anni 2000, tanto per la capacità di mescolare insieme orrore e comicità in un modo unico e senza precedenti, quanto perché riesce a reinterpretare vividamente un gore, che sembrava oramai perduto e relegato alla zona dei B-movies. Ma la vera peculiarità di Quella casa nel bosco è il riuscire ad essere la prima pellicola che, dando per assodato l'intero filone degli horror postmoderni, che culminava con Scream 4 di Wes Craven, portandoli alle estreme conseguenze e mostrandone i meccanismi elementari, rende possibile una nuova forma di orrore, che ritorna al tessuto della storia narrata.
Di particolare interesse anche alcune analisi sui significati del film, in particolare come metafora di Hollywood e del mondo cinematografico e più specificatamente del rapporto spettatore-sceneggiatore-regista-produttore in relazione ai film horror.

## Distribuzione
Il primo trailer ufficiale del film è stato distribuito il 5 dicembre 2011, seguito il 6 marzo 2012 dal secondo trailer in lingua inglese. Il 24 marzo 2012 è stato invece distribuito il trailer in lingua italiana.
A causa di vari problemi avuti durante la fase di post-produzione la data di uscita del film ha subito numerosi spostamenti. Inizialmente prevista per il 5 febbraio 2010, la data di uscita venne posticipata al 14 gennaio 2011 in modo da poterlo convertire in 3D. Il 17 giugno 2010 la Metro-Goldwyn-Mayer annunciò che a causa dei problemi finanziari che la società stava subendo, il film sarebbe stato rinviato a data da definirsi. Successivamente i diritti del film vennero acquistati dalla Lions Gate Entertainment che inizialmente doveva distribuire il film il 28 ottobre 2011.
Il 9 marzo 2012 il film è stato proiettato in anteprima mondiale al South by Southwest di Austin.
Il film è uscito in contemporanea in Canada, Regno Unito e Stati Uniti d'America il 13 aprile 2012, distribuito dalla Lions Gate Entertainment.
Anche in Italia la data d'uscita del film ha subito vari spostamenti. Inizialmente l'uscita era prevista a partire dal 13 aprile 2012 ma è stata dapprima spostata al 20 aprile e successivamente al 1º maggio. La data d'uscita italiana è stata infine fissata dalla M2 Pictures al 18 maggio 2012, per valorizzare al meglio la visibilità del film.